# Shashmaqam
Shashmaqam is een muziekgenre uit Centraal-Azië, ontwikkeld in de steden Samarkand en Buchara. Het is een geraffineerde soort muziek, met teksten uit soefi-gedichten over de goddelijke liefde. De instrumenten zorgen voor een strakke begeleiding van de stemmen. Ze bestaan vaak uit luiten, de dayra of een frametrommel, die met haar jingles erg veel op een tamboerijn lijkt.
In de eerste helft van de 20e eeuw was Abdul Rauf Fitrad in Oezbekistan geïnteresseerd in de shashmaqam, de traditionele muziek van het hof. In 1927 schreef hij Ozbek klasik Muzikasi va uning Tarikhi of Oezbeekse klassieke muziek en haar geschiedenis, over de grote muzikale traditie van het Oezbeekse volk. In de jaren dertig, tijdens het bewind van Stalin, werd shashmaqam gezien als echo van de feodale heersende klasse. In 1951 werd middels een decreet van de president van de Oezbeekse Unie van Componisten de maqam en ontwikkeling van muzikale praktijken onderdrukt.
In de jaren vijftig begon een ideologische rehabilitatie. Tadzjikistan was een autonome regio van Oezbekistan en in de jaren twintig werd het een republiek. De leiders in Tadzjikistan besloten dat shashmaqam een deel van de culturele traditie moest vormen. De shashmaqam werd in de Tadzjiekse en Oezbeekse verdeeld, respectievelijk gepubliceerd in Dushanbe en Tasjkent. Beide publicaties maken geen melding van de andere vorm. In de jaren tachtig begon de kunstmatige scheiding te veranderen.
In 2003 werd shashmaqam op de Lijst van Meesterwerken van het Orale en Immateriële Erfgoed van de Mensheid van UNESCO geplaatst.